# Egil Bratvold
Egil Bratvold – norweski żużlowiec, występujący również na długim torze.

## Życiorys
W latach 1957–1962 czterokrotny finalista indywidualnych mistrzostw Europy na długim torze; brązowy medalista tych rozgrywek (Sztokholm 1957). Reprezentant Norwegii w eliminacjach drużynowych mistrzostw świata na torze klasycznym (Vetlanda 1962 – runda skandynawska, II miejsce).